# Ancema canachus
Ancema canachus är en fjärilsart som beskrevs av Hans Fruhstorfer 1912. Ancema canachus ingår i släktet Ancema och familjen juvelvingar. Inga underarter finns listade i Catalogue of Life.